# Daniele Callegarin
Daniele Callegarin (Cuggiono, Ciutat metropolitana de Milà, 21 de setembre de 1982) va ser un ciclista italià, professional del 2006 al 2012.

## Palmarès
- 2004
  - 1r a la Milà-Tortona
- 2005
  - 1r a la Milà-Rapallo
  - 1r al Gran Premi Ezio del Rosso
- 2009
  - 1r al Gran Premi de la indústria i l'artesanat de Larciano
  - Vencedor d'una etapa a la Szlakiem Grodów Piastowskich